# Skyrup
Skyrup är en småort i Matteröds socken i Hässleholms kommun i Skåne län, belägen vid Finjasjön omkring 7 km sydost om Tyringe. 1995 klassade Statistiska centralbyrån östra delen av Skyrup som en separat småort med 52 invånare på en area av 31 hektar.

## Befolkningsutveckling
| Befolkningsutvecklingen i Skyrup 1990–2015                    | Befolkningsutvecklingen i Skyrup 1990–2015 | Befolkningsutvecklingen i Skyrup 1990–2015 | Befolkningsutvecklingen i Skyrup 1990–2015 | Befolkningsutvecklingen i Skyrup 1990–2015 |
| ------------------------------------------------------------- | ------------------------------------------ | ------------------------------------------ | ------------------------------------------ | ------------------------------------------ |
|                                                               |                                            |                                            |                                            |                                            |
| År                                                            |                                            |                                            | Folkmängd                                  | Areal (ha)                                 |
| 1990                                                          | 1990                                       |                                            | 66                                         | 12                                         |
| 1995                                                          | 1995                                       |                                            | 65                                         | 13                                         |
| 2000                                                          | 2000                                       |                                            | 62                                         | 13                                         |
| 2005                                                          | 2005                                       |                                            | 58                                         | 13                                         |
| 2010                                                          | 2010                                       |                                            | 51                                         | 14                                         |
| 2015                                                          | 2015                                       |                                            | 142                                        | 72                                         |
| Anm.: 2015 utökades området med den tidigare småorten i öster |                                            |                                            |                                            |                                            |

## Samhället
I Skyrup ligger butiken Trästället och en golfbana som drivs av Skyrups Golfklubb. I Skyrup finns även Skyrups herrgård. I byn finns även en camping och ett bad i Finjasjön.